# 塔不台
塔不台（？—1353年），字彦晖，元朝官员。
元统元年（1333年）进士。后来担任襄阳录事司达鲁花赤。魏王孛罗帖木儿率军至汝州、毫州，塔不台前来供饷。魏王嗜酒，轻战备。一天晚上，红巾军来劫魏王，魏王醉卧未能起身，被抓住。塔不台驰马想要夺回魏王，也被红巾军所擒。第二天早上，见红巾首领，魏王下拜求活，塔不台用脚踢魏王说：“还想活吗！”红巾军再次让他屈从下拜，塔不台拒而不败，诟骂他们，还和缚者角斗，于是被支解。